# Euarchonta
Euarchonta je predloženi grandred sisara: red Scandentia, i njegov sestrinski red Primatomorpha, koji sadrži Dermoptera ili koluge i primate (Plesiadapiformes i potomci).
Termin „Euarchonta“ (što znači „pravi vladari“) pojavio se 1999. godine, kada su molekularni dokazi sugerisali da Archonta zasnovanu na morfologiji treba smanjiti kako bi se isključila Chiroptera. Dalje analize DNK sekvence su podržale hipotezu Euarchonta. Uprkos više radova koji ističu da su neke mitohondrijalne sekvence pokazale neobična svojstva (naročito muridni glodari i ježevi) i da su verovatno izobličili celokupno stablo, i uprkos ranijim studijama koje pokazuju skoro potpunu podudarnost mtDNK i nukleotidno baziranih stabla kada su takve sekvence isključene, neki autori su nastavili da proizvode zavaravajuća stabla. Studija koja istražuje podatke o prisustvu/odsustvu retrotranspozona dala je snažnu podršku za Euarchonta.
|  | Rodentia (glodari)          |
|  |                             |
|  | Lagomorpha (zečevi, kunići) |
|  |                             |

|  | Dermoptera |
|  |            |

|  | Primati (†Plesiadapiformes, Strepsirrhini, Haplorrhini) |
|  |                                                         |

|  | Dermoptera |
|  |            |

|  | Primati (†Plesiadapiformes, Strepsirrhini, Haplorrhini) |
|  |                                                         |

|  | Dermoptera |
|  |            |

|  | Primati (†Plesiadapiformes, Strepsirrhini, Haplorrhini) |
|  |                                                         |

|  | Dermoptera |
|  |            |

|  | Primati (†Plesiadapiformes, Strepsirrhini, Haplorrhini) |
|  |                                                         |

|  | Rodentia (glodari)          |
|  |                             |
|  | Lagomorpha (zečevi, kunići) |
|  |                             |

|  | Dermoptera |
|  |            |

|  | Primati (†Plesiadapiformes, Strepsirrhini, Haplorrhini) |
|  |                                                         |

|  | Dermoptera |
|  |            |

|  | Primati (†Plesiadapiformes, Strepsirrhini, Haplorrhini) |
|  |                                                         |

|  | Dermoptera |
|  |            |

|  | Primati (†Plesiadapiformes, Strepsirrhini, Haplorrhini) |
|  |                                                         |

|  | Dermoptera |
|  |            |

|  | Primati (†Plesiadapiformes, Strepsirrhini, Haplorrhini) |
|  |                                                         |

## Literatura
- Nikolaev, S.; Montoya-Burgos, J.I.; Margulies, E.H.; Rougemont, J.; Nyffeler, B.; Antonarakis, S.E. (2007). „Early history of mammals is elucidated with the ENCODE multiple species sequencing data”. PLOS Genet. 3 (1): e2. PMC 1761045 . PMID 17206863. doi:10.1371/journal.pgen.0030002 .

## Spoljašnje veze
- Gennady Churakov, Jan Ole Kriegs, Robert Baertsch, Anja Zemann, Jürgen Brosius, Jürgen Schmitz. 2008. Mosaic retroposon insertion patterns in placental mammals